# Höferhof (Morsbach)
Höferhof ist ein Ortsteil von Morsbach im Oberbergischen Kreis im südlichen Nordrhein-Westfalen innerhalb des Regierungsbezirks Köln.

## Lage und Beschreibung
In ländlicher, waldreicher Umgebung liegt Höferhof am südlichsten Zipfel des Oberbergischen Kreises.
Benachbarte Ortsteile sind Birzel im Norden, Schlechtingen im Süden und Morsbach im Westen.

## Geschichte

### Erstnennung
1492 wurde der Ort das erste Mal urkundlich erwähnt, und zwar „Henne und Johan v. Hoff, wildenburgische Untertanen im Kirchspiel Morsbach, wird genannt in den Akten über Gebrechen (in mittelhochdeutscher Zeit bis etwa 1450 Verwendung in der Bedeutung "brechen, mit Gewalt dringen, ein Verbrechen begehen") Berg-Homburg.“ 
Die Schreibweise der Erstnennung war Hoff.